# Tour de Limousin
El Tour de Limousin-Nouvelle-Aquitaine (oficialmente:Tour du Limousin-Nouvelle-Aquitaine, Tour du Limousin hasta 2017) es una carrera ciclista profesional por etapas francesa que se disputa en la región de Lemosín, en el mes de agosto.
Se creó en 1968, pero solo desde 1975 es para ciclistas profesionales. Desde la creación de los Circuitos Continentales UCI en 2005 forma parte del UCI Europe Tour, dentro la categoría 2.1 (anteriormente fue 2.3). En 2011 y 2012 ascendió a la categoría 2.HC (máxima categoría de estos circuitos), descendiendo en 2013 nuevamente a la categoría 2.1.
Tiene un formato de cuatro etapas y habitualmente comienza y acaba en la capital regional: Limoges.

## Tour Féminin en Limousin
También existe otra carrera profesional con similar nombre llamada oficialmente Tour Féminin en Limousin para ciclistas femeninas que se disputa en la misma región que su homónima masculina aunque sin relación con ella a pesar de que habitualmente también conste de 4 etapas.

## Palmarés
| Año                                 | Ganador             | Segundo               | Tercero                   |
| ----------------------------------- | ------------------- | --------------------- | ------------------------- |
| ediciones amateur                   |                     |                       |                           |
| 1968                                | Pierre Martelozzo   | Jean-Pierre Paranteau | Claude Orus               |
| 1969                                | Paul Gutty          | Juan Carlos Cariñena  | Jean-Pierre Paranteau     |
| 1970                                | Francis Duteil      | Philippe Bodier       | Raymond Breuil            |
| 1971                                | Francis Dubreuil    | Michel Pitard         | Luc Pels                  |
| 1972                                | Yuri Dmitriyev      | Hennie Kuiper         | Vassili Bieloussov        |
| 1973                                | Francis Dubreuil    | Pierre Rivory         | Francois Fiordalisy       |
| 1974                                | Ryszard Szurkowski  | Józef Kaczmarek       | Saïd Gusseïnov            |
| ediciones profesionales             |                     |                       |                           |
| 1975                                | Francis Campaner    | Raymond Poulidor      | Hubert Mathis             |
| 1976                                | Bernard Hinault     | Jean Chassang         | Roger Legeay              |
| 1977                                | Bernard Hinault     | Jacques Bossis        | Pierre-Raymond Villemiane |
| 1978                                | Gilbert Chaumaz     | Jacques Bossis        | Hubert Arbès              |
| 1979                                | Bernard Vallet      | Pierre Bazzo          | Jean-René Bernaudeau      |
| 1980                                | René Bittinger      | Bernard Pineau        | Claude Vincendeau         |
| 1981                                | Marc Madiot         | Dominique Arnaud      | Pierre-Henri Menthéour    |
| 1982                                | Éric Salomon        | Marc Madiot           | Pascal Simon              |
| 1983                                | Dominique Arnaud    | Pierre Bazzo          | Dominique Garde           |
| 1984                                | Kim Andersen        | Marc Madiot           | Éric Boyer                |
| 1985                                | Thierry Marie       | Benno Wiss            | Jean-Claude Garde         |
| 1986                                | Dominique Gaigne    | Ronan Pensec          | Denis Leproux             |
| 1987                                | Charly Mottet       | Bruno Cornillet       | Marc Gomez                |
| 1988                                | Jean-Marc Manfrin   | Joey McLoughlin       | Johnny Weltz              |
| 1989                                | Thierry Claveyrolat | Christian Chaubet     | Luc Leblanc               |
| 1990                                | Martial Gayant      | Bruno Cornillet       | Laurent Pillon            |
| 1991                                | Michel Vermote      | Denis Roux            | Michael Engleman          |
| 1992                                | Éric Boyer          | Melcior Mauri         | Serge Baguet              |
| 1993                                | Charly Mottet       | Richard Virenque      | Gilles Delion             |
| 1994                                | Jens Heppner        | Bruno Cornillet       | Laurent Roux              |
| 1995                                | Andréi Chmil        | Jan Ullrich           | Didier Rous               |
| 1996                                | Laurent Brochard    | Michael Blaudzun      | Pascal Chanteur           |
| 1997                                | Lauri Aus           | Gilles Bouvard        | Cédric Vasseur            |
| 1998                                | Vincent Cali        | Bobby Julich          | Jacky Durand              |
| 1999                                | Stéphane Heulot     | Grzegorz Gwiazdowski  | Lauri Aus                 |
| 2000                                | Patrice Halgand     | Jean-Cyril Robin      | Stéphane Heulot           |
| 2001                                | Franck Bouyer       | Patrick Jonker        | David Moncoutié           |
| 2002                                | Patrice Halgand     | Guido Trentin         | Pierrick Fédrigo          |
| 2003                                | Massimiliano Lelli  | Laurent Lefèvre       | Thor Hushovd              |
| 2004                                | Pierrick Fédrigo    | Patrick Calcagni      | Franck Renier             |
| 2005                                | Sébastien Joly      | Samuel Dumoulin       | Leonardo Bertagnolli      |
| 2006                                | Leonardo Duque      | Pierrick Fédrigo      | Yukiya Arashiro           |
| 2007                                | Pierrick Fédrigo    | Óscar Pereiro         | Anthony Charteau          |
| 2008                                | Sébastien Hinault   | Allan Davis           | Yukiya Arashiro           |
| 2009                                | Mathieu Perget      | David Arroyo          | Xavier Florencio          |
| 2010                                | Gustav Larsson      | Sebastian Langeveld   | Nicolas Vogondy           |
| 2011                                | Björn Leukemans     | Matthieu Ladagnous    | Florian Guillou           |
| 2012                                | Yukiya Arashiro     | Jérémy Roy            | Fabien Schmidt            |
| 2013                                | Martin Elmiger      | Yukiya Arashiro       | Andrea Di Corrado         |
| 2014                                | Mauro Finetto       | Björn Leukemans       | Davide Rebellin           |
| 2015                                | Sonny Colbrelli     | Jesús Herrada         | Rudy Molard               |
| 2016                                | Joey Rosskopf       | Sonny Colbrelli       | Hubert Dupont             |
| 2017                                | Alexis Vuillermoz   | Élie Gesbert          | Francesco Gavazzi         |
| Tour du Limousin-Nouvelle-Aquitaine |                     |                       |                           |
| 2018                                | Nicolas Edet        | Marco Canola          | Anthony Roux              |
| 2019                                | Benoît Cosnefroy    | Lilian Calmejane      | Guillaume Martin          |
| 2020                                | Luca Wackermann     | Jake Stewart          | Rui Alberto Costa         |
| 2021                                | Warren Barguil      | Franck Bonnamour      | Pierre-Luc Périchon       |
| 2022                                | Alex Aranburu       | Diego Ulissi          | Greg Van Avermaet         |
| 2023                                | Romain Grégoire     | Benoît Cosnefroy      | Michael Storer            |
| 2024                                | Alex Baudin         | Orluis Aular          | Axel Zingle               |
| 2025                                |                     |                       |                           |

Nota: En la edición 2005, el ciclista italiano Leonardo Bertagnolli fue inicialmente tercero, pero los resultados obtenidos por este ciclista entre 2003 y 2011 le fueron anulados en 2013 por anomalías encontradas en su pasaporte biológico.

## Palmarés por países
| País           | Victorias | Último vencedor            |
| -------------- | --------- | -------------------------- |
| Francia        | 39        | Alex Baudin en 2024        |
| Italia         | 4         | Luca Wackermann en 2020    |
| Bélgica        | 2         | Björn Leukemans en 2011    |
| Polonia        | 1         | Ryszard Szurkowski en 1974 |
| Dinamarca      | 1         | Kim Andersen en 1984       |
| Alemania       | 1         | Jens Heppner en 1994       |
| Ucrania        | 1         | Andréi Chmil en 1995       |
| Estonia        | 1         | Lauri Aus en 1997          |
| Rusia          | 1         | Yuri Dmitriyev en 1972     |
| Colombia       | 1         | Leonardo Duque en 2006     |
| Suecia         | 1         | Gustav Larsson en 2010     |
| Japón          | 1         | Yukiya Arashiro en 2012    |
| Suiza          | 1         | Martin Elmiger en 2013     |
| Estados Unidos | 1         | Joey Rosskopf en 2016      |
| España         | 1         | Alex Aranburu en 2022      |